# Heteronyx affinis
Heteronyx affinis är en skalbaggsart som beskrevs av Blackburn 1909. Heteronyx affinis ingår i släktet Heteronyx och familjen Melolonthidae. Inga underarter finns listade i Catalogue of Life.